# Dineutus americanus
Dineutus americanus är en skalbaggsart som beskrevs av Carl von Linné 1788. Dineutus americanus ingår i släktet Dineutus och familjen virvelbaggar. Inga underarter finns listade i Catalogue of Life.